# Багаран (Марказі)
Багаран (перс. بهاران) — село в Ірані, у дегестані Базарджан, у Центральному бахші, шагрестані Тафреш остану Марказі. За даними перепису 2006 року, його населення становило 147 осіб, що проживали у складі 49 сімей.

## Клімат
Середня річна температура становить 12,07 °C, середня максимальна – 31,06 °C, а середня мінімальна – -8,56 °C. Середня річна кількість опадів – 245 мм.
| Клімат поселення                              | Клімат поселення | Клімат поселення | Клімат поселення | Клімат поселення | Клімат поселення | Клімат поселення | Клімат поселення | Клімат поселення | Клімат поселення | Клімат поселення | Клімат поселення | Клімат поселення | Клімат поселення |
| Показник                                      | Січ.             | Лют.             | Бер.             | Квіт.            | Трав.            | Черв.            | Лип.             | Серп.            | Вер.             | Жовт.            | Лист.            | Груд.            |                  |
| Середній максимум, °C                         | 6,61             | 7,98             | 12,19            | 18,27            | 22,91            | 29,13            | 31,06            | 30,48            | 25,97            | 19,63            | 12,92            | 7,40             |                  |
| Середня температура, °C                       | −0,99            | 0,40             | 4,62             | 10,68            | 15,33            | 21,56            | 25,37            | 24,78            | 20,27            | 13,94            | 7,22             | 1,70             |                  |
| Середній мінімум, °C                          | −8,56            | −7,19            | −2,96            | 3,12             | 7,75             | 13,98            | 19,68            | 19,08            | 14,56            | 8,22             | 1,51             | −4               |                  |
| Норма опадів, мм                              | 34               | 34               | 46               | 34               | 28               | 4                | 1                | 1                | 0                | 10               | 21               | 32               |                  |
| Середньомісячна швидкість вітру, м/с          | 1.98             | 2.13             | 3.14             | 3.18             | 2.80             | 2.52             | 2.57             | 2.42             | 2.22             | 2.17             | 1.84             | 1.38             |                  |
| Середньомісячна сонячна радіація, кДж/м²·день | 8966             | 12113            | 14671            | 18160            | 22130            | 26574            | 25845            | 23884            | 20685            | 15194            | 10931            | 8884             |                  |
| --------------------------------------------- | ---------------- | ---------------- | ---------------- | ---------------- | ---------------- | ---------------- | ---------------- | ---------------- | ---------------- | ---------------- | ---------------- | ---------------- | ---------------- |
| Джерело:                                      |                  |                  |                  |                  |                  |                  |                  |                  |                  |                  |                  |                  |                  |